# Mała Zatoka Jasmundzka
Mała Zatoka Jasmundzka (niem. Kleiner Jasmunder Bodden) – zatoka Morza Bałtyckiego, położona u północnych wybrzeży wyspy Rugii, w północno-wschodnich Niemczech. Wchodzi w skład zespołu zatok Nordrügener Bodden.

## Położenie
Zatoka zajmuje powierzchnię 28,4 km². Ma około 7 km długości, maksymalnie 5 km szerokości i do 6 m głębokości. Od północy jest ograniczona przez półwysep Jasmund, od wschodu przez kosę Schmale Heide, a od południa przez główną część wyspy Rugii, czyli Muttland. Brzegi zatoki są silnie rozwinięte, z licznymi zatoczkami i półwyspami. W południowo-zachodniej części zbiornika w głąb wód wcina się półwysep Pulitz, który stanowi rezerwat przyrody i jest niedostępny dla zwiedzających od stycznia do połowy lipca.

## Historia
W 1869 roku zatoka została sztucznie oddzielona od Wielkiej Zatoki Jasmundzkiej poprzez usypanie grobli, przez którą obecnie przebiega droga krajowa B96 oraz linia kolejowa Stralsund – Sassnitz. Od tego czasu Mała Zatoka Jasmundzka funkcjonuje bardziej jako jezioro niż otwarta zatoka. Jest połączona z większym akwenem tylko przez śluzę w miejscowości Lietzow, w północno-zachodniej części zbiornika. Budowa tej śluzy pod koniec XIX wieku umożliwiła pewien przepływ wód, jednak jej awarie w XX wieku ograniczały wymianę wody. Dopiero jej rekonstrukcja w latach 1995–1996 poprawiła ten stan.

## Hydrologia i środowisko
Woda w zatoce zawiera bardzo mało soli (zasolenie wynosi 3,5–4,6 PSU), ponieważ nie ma już ona bezpośredniego połączenia z Morzem Bałtyckim, a wymiana wód zachodzi jedynie pośrednio przez inne boddeny. Przed modernizacją śluzy w 1995 roku zasolenie było jeszcze niższe (3,2–3,7 PSU). Jakość wody w zbiorniku pogarsza się z powodu zrzutów z oczyszczalni ścieków w Bergen auf Rügen oraz postępującej eutrofizacji.
W latach 2008-2017 utworzono bezpośrednie, naturalne połączenie pomiędzy zatoką a pobliskim jeziorem Ossen w celu poprawy jakości wód w obu zbiornikach. Rozważane jest również otwarcie grobli w Lietzow i zastąpienie jej mostem lub wbudowanie kolejnych zamykanych przepustów wodnych.
Zatoka została uznana przez BirdLife International za ostoję ptaków IBA, ponieważ stanowi ważne miejsce zimowania licznych gatunków blaszkodziobych oraz teren lęgowy dla rybitw czubatych i bielików.
Na początku 2022 roku w zatoce doszło do masowego śnięcia ryb. Przyczyna nie została ustalona.

## Rekreacja
W pobliżu jeziora znajduje się okrężna trasa spacerowa o długości 9,8 km, która rozpoczyna się w miejscowości Lietzow. Szlak ten jest uznawany za umiarkowanie trudny i jest wykorzystywany przez wędrowców, biegaczy oraz ornitologów. Zalew uważany jest za bogaty w ryby – miejscowi rybacy i wędkarze łowią tu głównie sandacze i szczupaki.